# Caecilia mertensi
Caecilia mertensi é uma espécie de anfíbio da família Caeciliidae. Sua localidade-tipo não é conhecida, sendo de algum lugar na América do Sul. Um segundo registro foi feito no estado de Mato Grosso, no Brasil.
Provavelmente põe ovos que se desenvolvem diretamente. Seu habitat não é conhecido.